# Joseph Kornhäusel
Joseph Kornhäusel (Vienna, 13 novembre 1782 – Vienna, 31 ottobre 1860) è stato un architetto austriaco attivo nella prima metà del XIX secolo.
Kornhäusel fu uno dei maggiori esponenti del tardo classicismo viennese e dell'architettura neoclassica, muovendo verso lo stile Biedermeier verso la fine della carriera.
Fu anche architetto di corte di Giovanni I Giuseppe del Liechtenstein per il quale progettò palazzi, teatri e giardini.

## Opere principali
- Interno dell'Albertina a Vienna.
- La Stadttempel, la sinagoga viennese.
- Il teatro Josefstadt.
- L'ampliamento dell'Abbazia di Nostra Signora degli Scozzesi.
- Il palazzo degli Asburgo a Cieszyn.
- L'ampliamento del castello di Hnojník.